# Hawala
Els hawala (plural de Hala a Banu Hala o Banu Hale) fou una tribu d'origen incert àrab o persa que vivia a les dues costes del golf Pèrsic a la part de l'estret d'Ormuz. Segons els perses eren originaris del Fars i van emmigar al segle xviii a l'altra banda del golf; per la seva banda als Emirats Àrabs Units es diu que eren una tribu àrab independent o depenent de l'imam d'Oman, que va establir el seu domini sobre la costa persa. El clan dirigent eren els Qasimi (plural Qawasimi) fundadors de les modernes dinasties de Sharjah i Ras al-Khaimah. Curiosament el nom hawala vol dir "traïdor" en àrab.